# Kanawha (Iowa)
Pour les articles homonymes, voir Kanawha (homonymie).
Kanawha est une ville du comté de Hancock, en Iowa, aux États-Unis. Elle est fondée en 1899 et incorporée le 18 avril 1902.

## Source de la traduction
- (en) Cet article est partiellement ou en totalité issu de l’article de Wikipédia en anglais intitulé « Kanawha, Iowa » (voir la liste des auteurs).